# نادي أروكا
نادي إف سي أروكا (بالبرتغالية: Futebol Clube de Arouca)، نادي كرة قدم برتغالي، تأسس عام 1951، يشارك حاليا في الدوري البرتغالي لكرة القدم. 

## وصلات خارجية
- Official site (بالبرتغالية)
- Zerozero team profile